# XIV Premis Cinematogràfics José María Forqué
La cerimònia dels XIV Premis Cinematogràfics José María Forqué es va celebrar al Palau de Congressos de Madrid el 14 de gener de 2009. Es tracta d'uns guardons atorgats anualment des de 1996 per l'EGEDA com a reconeixement a les millors produccions cinematogràfiques espanyoles pels seus valors tècnics i artístics produïdes entre l'1 de gener i el 31 de desembre de 2008.
La gala fou presentada per Pablo Puyol i Eva González. Fou dirigida per Juan Estelrich Revesz. Hi van assistir el ministre de Cultura, César Antonio Molina i el Ministre d'Indústria, Turisme i Comerç, Miguel Sebastián Gascón. El premi es de 30.050 euros a la millor pel·lícula i 6.010 euros al de la millor pel·lícula documental o d'animació.

## Nominacions i premis
Els nominats i guanyadors d'aquesta edició foren: 
| Millor pel·lícula                                                                                     | Millor documental o animació                                     |
| --- | ---------------------------------------------------------------- |
| - Camino - La conjura de El Escorial - Sólo quiero caminar - Los girasoles ciegos - Che, el argentino | - El pollo, el pez y el cangrejo real de José Luis López Linares |
| Medalla d'honor                                                                                       |                                                                  |
| Eduardo Ducay Berdejo                                                                                 |                                                                  |